# Saint-Georges-du-Bois (Sarthe)
 Saint-Georges-du-Bois  es una población y comuna francesa, situada en la región de Países del Loira, departamento de Sarthe, en el distrito de Le Mans y cantón de Allonnes (Sarthe).
Situada a 8 kilómetros (5.0 millas) al suroeste de Le Mans y 192 kilómetros (119 millas) al suroeste de París en línea recta o 55 minutos en tren en TGV Atlantique. Está atravesado por la carretera comarcal 309 que conecta Le Mans con Sablé-sur-Sarthe.

## Demografía
| 593 | 578 | 782 | 1284 | 1625 | 1762 |
| Para los censos de 1962 a 1999 la población legal corresponde a la población sin duplicidades (Fuente: INSEE [Consultar]) |     |     |      |      |      |